# Lerner.Vivo
Lerner.Vivo es el álbum en vivo del cantante argentino Alejandro Lerner, realizado en el Gran Rex. Tuvo con la participación de artistas como Soledad, Luciano Pereyra, David Lebón, Sandra Mihanovich, Javier Calamaro, Celeste Carballo, Erica García, Juan Namuncurá y Fena Della Maggiora.

## Canciones
1. Todo a pulmón (junto a Luciano Pereyra y Juan Namuncurá)
2. Si te vas (junto a Fena Della Maggiora)
3. Por un minuto de amor
4. Inevitable
5. Amarte así
6. Volver a empezar
7. Confesiones frente al espejo
8. La verdadera historia de Superman (junto a Sandra Mihanovich)
9. Quién te dijo
10. No hace falta que lo digas (junto a Erica García)
11. Indulto
12. A dónde ir (junto a David Lebón)
13. Desconfío de la vida (junto a Celeste Carballo)
14. Nena neurótica
15. Rutas argentinas (junto a Javier Calamaro y David Lebón)
16. La espera
17. El poder de los sueños (junto a Soledad)

- Datos: Q28341611